# Bocagea
Bocagea é um género botânico pertencente à família Annonaceae. Compreende quatro espécies distribuídas no Brasil. Augustin Saint-Hilaire, o botânico francês que primeiro descreveu formalmente o gênero, nomeou-o em homenagem a Josephi Mariae de Souza du Bocage, que, segundo ele, traduziu lindamente um poema sobre flores para o português e o ilustrou.
Todas as espécies de Bocagea são raras e estão pelo menos ameaçadas de extinção.

## Descrição
Bocagea são arbustos ou pequenas árvores com duas fileiras de pétalas, 3 internas e 3 externas, e 6 estames.

## Espécies
Existem atualmente quatro espécies descritas em Bocagea:
- Bocagea assimétrica Mello-Silva & JCLopes
- Bocagea longipedunculata Mart.
- Bocagea moeniana Mello-Silva & JCLopes
- Bocagea viridis A.St.-Hil.